# Malintang Julu
Malintang Julu is een bestuurslaag in het regentschap Mandailing Natal van de provincie Noord-Sumatra, Indonesië. Malintang Julu telt 3030 inwoners (volkstelling 2010).